# Erwin Hachmann
Erwin Jakob Otto Hachmann (* 24. Juni 1897 in Mannheim; † unbekannt) war ein deutscher Bobfahrer und Sportfunktionär.

## Leben und Wirken
Er war Mitglied des Berliner Sport-Clubs und wurde 1925 mit Friedrich Jürgens Deutscher Meister im Zweierbob. 1930 wurde Hachmann als Nachfolger von Walter Dicke zum 1. Vorsitzenden des Deutschen Bob-Verbandes e. V. (DBV), gewählt. Nach der „Machtergreifung“ der Nationalsozialisten wurde er am 22. Juni 1933 für den Deutschen Wintersportverband vom Reichssportkommissar zum Mitglied des Reichsführerrings ernannt. Aufgrund der Stürze des deutschen Bobs bei den Olympischen Winterspielen 1936 erfolgte seine Absetzung als Verbandspräsident und Wintersportkommissar.
Am 17. März 1921 heiratete er in Berlin Helene Bilse (* 1900 in Stadt Mexiko).